# 約西皮夫卡 (佐洛奇夫區)
49°58′8″N 24°51′41″E / 49.96889°N 24.86139°E
約西皮夫卡（羅馬化：Yosypivka）是烏克蘭西部的村莊，隸屬利維夫州的佐洛奇夫區。該村始建於1400年，面積2.61平方公里，海拔高度232米，2001年人口376，人口密度每平方公里143.95人。